# Aiora
Le Aiora o Eore o Aletidi (in greco antico: Αἰώρα o Ἑώρα?) erano feste dell'antica Atene che sarebbero state istituite in onore di Erigone, figlia di Icario, dopo che fu consultato l'oracolo di Apollo per placare una pestilenza che aveva colpito la città di Atene.
Si narra che nel corso di queste celebrazioni le fanciulle si tenevano in bilico sopra un dondolo cantando una canzone chiamata Aletis, Vagabonda.

## Tradizione
Si narra che Erigone, morendo, abbia scagliato maledizioni verso le ragazze ateniesi, condannandole a patire ciò che ella era costretta a patire. A causa di ciò il numero di suicidi per impiccamento aumentò vorticosamente. Chiesto un responso ad Apollo tramite l'oracolo, agli Ateniesi fu consigliato di tranquillizzare il prostropaios (spirito vendicativo) di Erigone, in modo da fermare l'epidemia suicida. Per placare la figlia di Icario decisero di istituire l'usanza di creare altalene e di lasciarsi dondolare dal vento: questa solenne cerimonia è pubblica e privata e viene chiamata "aleetis"; coloro che seguono il rituale vengono chiamati "aleetidi". Stando ad Ateneo di Naucrati v'era anche un canto, avente lo stesso nome della festa, recitato durante i riti. Poi le giovani furono sostituite da dischi sui quali erano raffigurati volti umani. È l'origine leggendaria del rito degli oscilla, praticato anche a Roma e in Italia durante i Liberalia, le feste del Liber Pater, il Dioniso italiano.

## Il rito
Nel terzo giorno delle Antesterie aveva luogo la Festa dell'Altalena (Aiòra) in occasione della quale le ragazze si dondolavano agli alberi. Questo movimento è stato variamente interpretato: per taluni simboleggiava il passaggio dalla terra al regno dei morti di Erigone che si impiccò all'albero cresciuto dal corpo del padre Icario; per altri rappresentava un'espiazione simbolica delle ragazze ateniesi per la morte di Erigone.
Ma il dondolio poteva essere anche un modo per raggiungere una sorta di estasi: il dondolio è "una naturale azione magica, in quanto tramite un artificio favorisce il raggiungimento da parte di colui che dondola di una condizione particolare di sospensione, di una sorta di estasi".
Secondo altre interpretazioni sia gli oscilla sia il rito dell'altalena servivano a propiziare la fertilità della terra e non avevano alcun legame con Erigone.
Secondo la maggior parte degli autori il rito espiatorio avrebbe preso il posto di sacrifici cruenti e rientrerebbe nella cosiddetta purificazione attraverso l'aria dei riti bacchici che si affiancava a quella attraverso l'acqua e il fuoco.
Ma, come si è detto, si tratta evidentemente anche di un rito augurale di fertilità, dato che l'albero è per gli antichi un simbolo di prosperità e di vita.
Millin dice che al tempo di tali feste gli Ateniesi si dondolavano sopra corde attaccate a due alberi. Forse era questo un gioco simbolico esprimente l'inquietudine e il lungo vagare di Erigone quando, ignara del destino di Icario, lo andava cercando di foresta in foresta.
La festa si concludeva con un pasto pubblico offerto ai poveri, anche questo con funzione benaugurante.
Una festa analoga era celebrata a Delfi col nome di Charila.

## Etimologia
Aletide è il soprannome di Erigone, e Aletidi erano detti i sacrifici solenni che facevano gli Ateniesi all'ombra di Erigone per ordine dell'oracolo di Apollo. Tale nome contiene la radice del verbo alein, "errare, vagare", in greco antico. Dunque il nome rimanderebbe al vagare di Erigone alla ricerca di suo padre.
Quanto a Erigone, letteralmente significa figlia della primavera e secondo alcuni interpreti sarebbe la personificazione della vigna stessa al momento del suo primo fiorire. Le Aiore, celebrate in suo nome, fanno dunque parte dell'insieme di feste agricole e in onore di Dioniso istituite dai greci.

## Iconografia

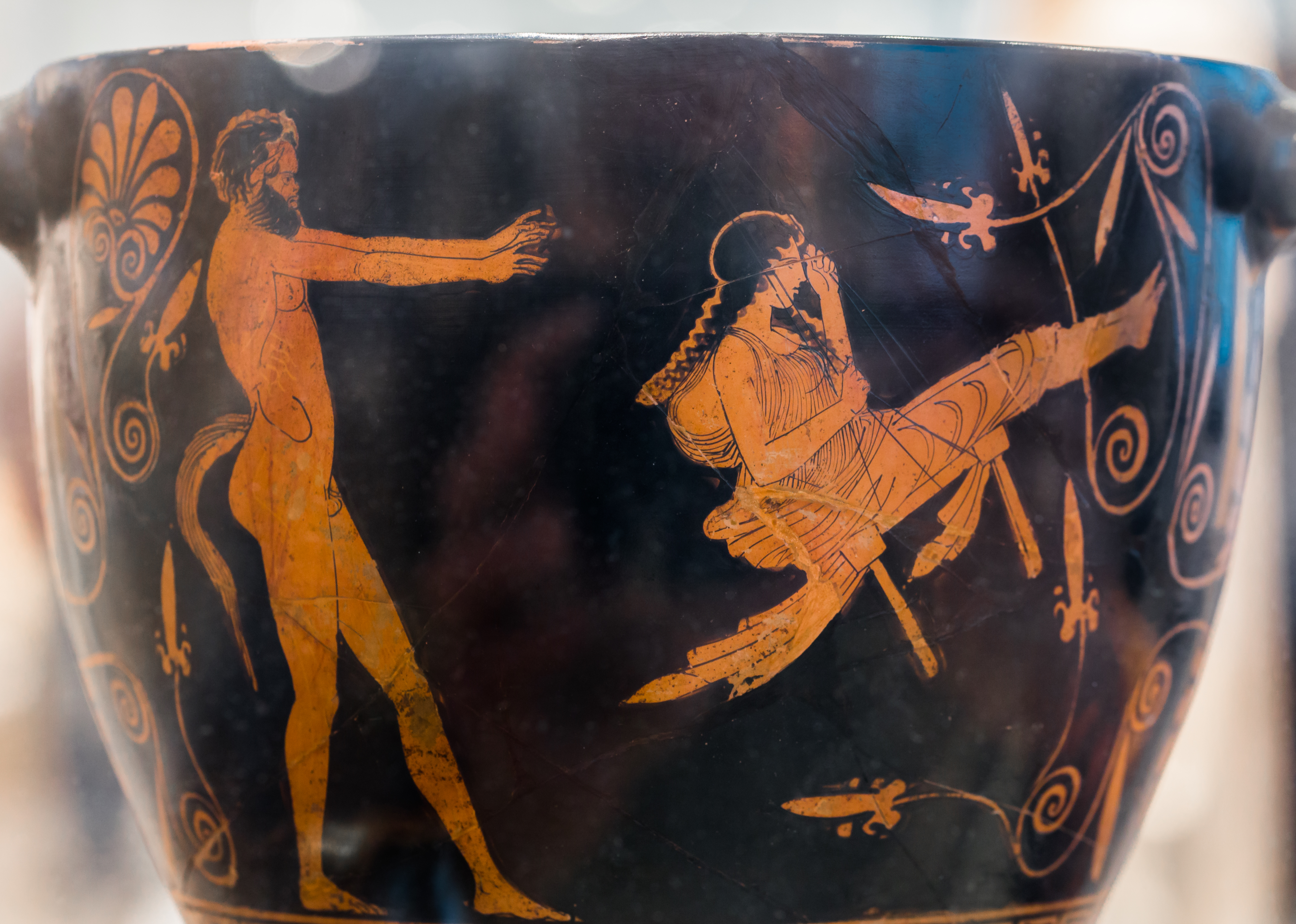
Skyphos raffigurante una donna spinta sull'altalena da un satiro

Una delle più importanti rappresentazioni di questo rito è costituita da un reperto rinvenuto a Chiusi, attualmente custodito a Berlino.
Si tratta di un vaso dipinto sul quale è ritratta una donna in atto di dondolarsi su un'altalena, spinta alle spalle da un satiro.
Ai piedi della donna si legge la scritta ΑΛΗ, ovvero le iniziali della parola greca ΑΛΗΤΙΣ.
Il satiro conferisce una connotazione bacchica alla festa rappresentata. Gli ornamenti da cui la sua testa è cinta, disposti similmente a una corona, sono attributi religiosi.

### Ernesto De Martino e il simbolismo dell'Aioresis
Durante le sue inchieste sul fenomeno del tarantismo, di cui ha dato conto nel libro La terra del rimorso, l'antropologo e storico delle religioni Ernesto De Martino, individuò un parallelo tra l'esorcismo della taranta e il rito greco dell'altalena (Aiora). Il primo a rilevare la presenza rituale dell'altalena nel contesto del tarantismo fu Ferdinando Epifanio, considerato uno dei trattatisti classici del fenomeno salentino, che nel Seicento ha svolto uno studio in chiave medico-scientifica. Il medico dalmata Giorgio Baglivi ha a sua volta confermato questo elemento, sostenendo che i tarantati motum pensilem amant.
Anche lo studioso Athanasius Kircher riferisce che alcuni tarantati si lasciavano pendere dagli alberi mediante funi, mostrando di gradire molto tale sospensione e che in tale passione incorrevano soprattutto quelli che erano morsi da tarantole solite a tirare dagli alberi i fili della loro ragnatela. 
In base a questa affermazione l'altalena, nel quadro rituale del tarantismo, acquista una particolare valenza simbolica, ponendosi a imitazione del comportamento del ragno. Kerényi sottolinea come il dondolio sembra esprimere un'accentuata gioia di vivere ed appartiene alla condizione originaria dell'uomo. Il gioco del dondolio infatti è il primo gioco che viene fatto con il neonato e l'altalena è uno dei giochi con cui i bambini passano il loro tempo. La pratica dell'altalena, spiega Ernesto De Martino, è legata all'esorcismo all'aperto, presso alberi e fonti: nell'esorcismo a domicilio si cercava di imitare lo scenario vegetale e acquatico e l'altalena si tramutava in una fune sospesa al soffitto, alla quale i tarantati si reggevano nel corso della loro danza.
L'antecedente classico a questa pratica è individuato da De Martino proprio nel simbolismo antico dell'Aioresis, ovvero dell'altalena come rito. L'Aioresis simboleggia un momento critico della vita delle adolescenti, cioè il distacco dall'immagine paterna, che deve essere sostituita da quella dello sposo; ma il lasciarsi oscillare e dondolare nello spazio trova la sua figura originaria nelle braccia materne che cullano con amore il bambino. Il simbolismo dell'Aioresis si configura, dunque, come via di deflusso di conflitti interni di adolescenti rimaste legate alla loro infanzia. Le fonti greche evidenziano come nel mondo femminile, soggetto a crisi della presenza, l'impulso della donna a fuggire dalla comunità comportasse spesso il rischio del suicidio, che avveniva per annegamento o impiccagione. Se la fuga senza meta era ripresa e controllata [....] il suicidio per impiccagione trovava la sua riplasmazione nel simbolo dell'altalena. A tale proposito, l'esempio più pertinente e meglio documentato, è rappresentato dalla festa delle Aiora.

## Fonti

### Fonti primarie
- Etymologicum Magnum, s. v. "Ἀλῆτις" e "Αἰώρα";
- Esichio di Alessandria, Lexicon, s. v. "Ἀλῆτις" e "Αἰώρα";
- Callimaco, frammento 178, 4;
- Igino, Astronomica, II, 4;
- Igino, Favole, 130;
- Claudio Eliano, Storia degli animali, VII, 28;